# Is This It
Is This It er det amerikanske indie rock-band The Strokes' første studiealbum. Albummet blev indspillet i studiet Transporterraum i New York City sammen med produceren Gordon Raphael og udgivet den 30. juli 2001 i Australien under RCA Records som det primære pladeselskab. Straks efter udgivelsen, blev albummet det næstbedst sælgende i Storbritannien og opnåede dermed en andenplads på UK Albums Chart. På den amerikanske Billboard 200 opnåede det en plads som nummer 33. Albummet solgte så godt, at det blev tildelt platin på flere markeder. Numrene "Hard to Explain", "Last Nite" og "Someday" blev udgivet som singler.
The Strokes stræbte efter at opnå en ny lyd til albummet, i stil med 1970'ernes simple rock, der ikke var betydeligt forstærket i studiet. Ved arbejdet med deres debut EP fra år 2001 The Modern Age lod bandmedlemmerne hovedsageligt kompositionerne tage form gennem liveoptagelser i studiet, mens sangskriveren Julian Casablancas fortsatte med at berette om livene og forholdene blandt storbyens unge. Under udviklingen af Is This It kastede The Strokes sig ud i en salgsfremmende verdensturné før udgivelsen.
Albummet har gået igennem nogle ændringer da det kom til det amerikanske marked. Albummets omslagsfotograf blev nemlig anklaget for at være for seksuelt åben og coveret blev derfor udskiftet til det amerikanske marked. Den amerikanske trackliste blev også rettet til da terrorangrebet den 11. september 2001 skete noget tid før udgivelsen, hvor de valgte at tage 'New York City Cops' af pladen og erstattede den i stedet for med nummeret 'When It Started'.
The Strokes fik meget ros af anmeldere og kommerciel opmærksomhed efter at være blevet promoveret af musikpressen for sin melodiske pop-influerede lyd. Is This It blev berømt for sin karisma og rytme, hvilket ofte refererede til værkerne fra 1970'ernes garage rock bands. Albummet er anset for at være yderst vigtig i udviklingen af andre alternative bands og for det senere årtusindes musikindustri. Det har optrådt på flere tidsskrifters lister som værende et af de bedste album fra det nye årtusinde og gennem hele historien.

## Baggrund
I 1997 bestod The Strokes af sangeren Julian Casablancas, guitaristen Nick Valensi, bassisten Nikolai Fraiture og trommeslageren Fabrizio Moretti. Casablancas' stedfar og Morettis og Fraitures ældre brødre præsenterede kvartetten for musik fra reggaekunstneren Bob Marley, protopunkgruppen The Velvet Underground og det alternative rockband Jane's Addiction. I en diskussion om hvordan bandet startede ud, fortalte Moretti, "Vores musik var, ligesom [The Doors'], men prøvede at være klassisk. Vi tog alle musikklasser og forsøgte at skrive sange, og da vi satte dem sammen, blev det en skør blanding af sindssyge idéer, som vi synes var ret seje." I 1998 flyttede Albert Hammond, Jr., som kendte Casablancas fra sit ophold på en schweizisk kostskole, til New York City for at gå på filmskole og blev andenguitarist i The Strokes. Hans ankomst var startskuddet for bandets musiske og følelsesbetonede udvikling.
I år 2000 havde alle bandmedlemmer deltidsjobs og øvede nyt materiale flere aftener hver uge i et lille lejet øvelokale. I efteråret samme år, fik deres demo opmærksomhed fra Ryan Gentles, en talentspejder fra New York Citys Mercury Lounge. Han planlagde fire spillejobs i december til The Strokes. Med hjælp fra deres personlige mentor JP Bowersock og produceren Gordon Raphael, indspillede bandet tre numre, som senere optrådte på Is This It: "The Modern Age", "Last Nite" og "Barely Legal". Det britiske pladeselskab Rough Trade Records var imponeret over sangene og udgav dem som en EP i januar 2001 under titlen The Modern Age. Musikpressens reaktion var meget positiv, og The Strokes kastede sig ud i en udsolgt turné i Storbritannien med opbakning fra de amerikanske alternative rockgrupper Doves og Guided by Voices. Gentles sagde sit job som fuldtidsmanager op til fordel for bandet, og i marts 2001 skrev The Strokes kontrakt med RCA Records efter langvarige forhandlinger.

## Indspilning og produktion
Efter at have skrevet kontrakt med RCA begyndte The Strokes at arbejde med Gil Norton, som havde produceret indspilninger for den alternative rockgruppe Pixies. Selvom der var udviklet et nært forhold mellem de to parter, forblev bandet utilfredse med resultatet af de indledende indspilningssessioner, som lød "for rene" og "for prætentiøse"; de tre sange der blev indspillet med Norton blev kasseret. Ligesom The Modern Age blev Is This It i sidste ende indspillet med Gordon Raphael i Transporterraum i Manhattans East Village i New York City. Studiet er i en kælder med dårlig belysning, men trods den ringe infrastruktur var der moderne Pro Tools Digital Audio Workstation hardware til rådighed. The Strokes kunne godt lide Raphaels mangel på ego og dannede et godt samarbejdende venskab med produceren.
Før indspilningen begyndte, arrangerede begge parter en lyttesession, med det musikalske materiale Hammond og Casablancas havde taget med, for at vise den tone og energi de elskede. En af betingelserne der blev omtalt til mødet, var at tage det der skete i musikken i øjeblikket og gå i en fuldstændig anden retning. Casablancas ville have Is This It til at lyde som “et band fra fortiden der rejser ind i fremtiden for at lave deres album”. Tilgangen til albummet blev mere velovervejet end på The Modern Age. Gruppen ville have størstedelen af sangene til at lyde, som når de spillede live, men anmodede dog om at få enkelte numre til at være som “en mærkelig, studieproduktion med en trommemaskine, selvom der ikke var brugt nogen trommemaskine”. Sangene af den sidstnævnte type blev lavet spor for spor og blev udformet i ikke-standard rockarrangementer. Raphaels baggrund i industrial musik spillede en stor rolle i albummets udformning.
I løbet af seks uger i studiet blev vægten under indspilningerne lagt på The Strokes' karakterfaste lyd. Bandet indspillede som regel kun sangene én gang grundet Casablancas' forkærlighed for "rå effektivitet". RAT effektpedaler og overdrive forstærkere blev til tider brugt, "tage lydene, flå dem i stumper og småstykker og så samle dem igen". Bandet ønskede, at tingene kun skulle være en smule betonede uden nogen overdrivelser med hensyn til studieeffekter; kun distortion og baglæns ekko blev brugt meget. Under processen improviserede Raphael, ud fra reaktionerne han fik fra gruppen. På et tidspunkt måtte han hamle op med truslen om udsættelse i sit Transporterraum studie, men da The Strokes modtog støtte fra RCA, var tid og penge ikke længere nogle pressende anliggender. Pladeselskabets A&R repræsentant brød sig med det samme ikke om det materiale, der var blevet indspillet, og mente albummet ikke ville blive professionelt nok. Produceren og bandet blev først givet fuld kontrol, da Casablancas overbeviste repræsentanten ved at afspille noget af det nye materiale for ham på en ghettoblaster.
Inspireret af The Velvet Undergrounds produktion og den direkte fremgangsmåde af punk rock bandet Ramones blev der kun brugt tre mikrofoner til indspilningen af trommesættet: en over sættet, en til stortrommen og en i hjørnet af studiet. Det blev lavet for at optage “en komprimeret, eksplosiv lyd”. Efter Morettis råd blev overførslen af de to høje guitarer og rumlen fra bassen, som blev opfanget af trommesættets mikrofoner ikke elimineret. Guitarerne blev indspillet mere simpelt; Hammond og Valensi brugte begge Fender DeVille forstærkere på modsatte sider af rummet, mens Raphael anbragte en mikrofon på hver. Lyden blev derfra sendt direkte ind i en forforstærker uden equalization. Valensi kommenterede, at guitarlæreren og mentoren Bowersock var uvurderlig, da han formulerede ting til produceren, som gruppen ikke selv var i stand til. Mens resten af The Strokes spillede til et click track, sang Casablancas gennem en lille Peavey øveforstærker for at bevare en fornemmelse af low fidelity på albummet. Raphael mixede undervejs for at bevare kontrol over albummet indtil det endelige mastering stadie; produceren stræbte efter at vise The Strokes et færdigt produkt, så snart bandet var færdige med at indspille et spor.

## Promovering og udgivelse
Da albummet var fuldendt, optrådte The Strokes på spillesteder i Philadelphia hver onsdag hele maj 2001. Bandet offentliggjorde listen med numre fra Is This It den 15. maj. En turné gennem Storbritannien i juni med The Strokes som hovednavn blev også bekræftet, og næsten med det samme efter offentliggørelsen var flere spillesteder udsolgt. "Hard to Explain" blev opgivet til at være albummets første single med udgivelsesdatoen den 25. juni, hvilket faldt sammen med turnéen. På det tidspunkt sagde Moretti, "I Storbritannien er folk meget mere lydhøre ... Jeg er helt oppe at køre over at komme tilbage, folk nød det ved hvert show. Der er mange her i Amerika, som tror vi har haft det alt for let, men de har aldrig rigtig hørt musikken."
Efter The Strokes' optræden den 20. juni i Glasgow faldt Moretti meget slemt og blev indlagt på hospitalet med en brækket hånd. To af de sidste fem spillejobs blev aflyst og en ven af gruppen, Matt Romano, fløj til England for at erstatte den skadede trommeslager gennem de sidste koncerter. I en pressemeddelelse forklarede Gentles "De vil kun fortsætte, hvis de føler, de er 100% efter at have øvet med Matt, eftersom de ikke ville byde mindre til deres fans." Med Romano som substitut formåede bandet at tilfredsstille den store forpligtelse. Live indspillede udgaver af "Hard to Explain", dens B-side "New York City Cops" og "Last Nite" fra The Modern Age EP'en blev udsendt på et britisk musikshow Top of the Pops den 29. juni 2001. The Strokes var hovednavn ved T in the Park festivalen i Skotland den 7. juni efter den alternative rockgruppe Weezer aflyste. En stor del af juli blev brugt på at spille i byer på den amerikanske vestkyst og Canada.
Is This It blev udgivet i Australien den 30. juli 2001 for at drage fordel af The Strokes' turné i landet. Albummet blev lagt op på australske hjemmesider fra bandets distributør BMG og forblev tilgængelig selv efter CD'ens udgivelse. Geoff Travis, lederen af The Strokes' britiske pladeselskab Rough Trade, kommenterede, at det australske kontinent havde "speciel dispensation", og at et eksportforbud var sat op for at undgå indblandinger med planer om udgivelse i resten af verden. Den japanske udgivelsesdato den 22. august var planlagt til at ligge efter to engangsforestillinger på Summer Sonic Festival, mens den britiske udgivelse den 27. august faldt sammen med Reading- og Leeds-festivalerne. Terrorangrebet den 11. september 2001 i New York City udsatte gruppens optræden ved CMJ Music Marathon, og ændrede RCA's udgivelsesdato af Is This It fra den 25. september til den 9. oktober. En på daværende tidspunkt nyligt indspillet sang, "When It Started", erstattede "New York City Cops" på CD-udgaven af albummet, efter The Strokes vidnede den "tapre indsats" af byens politistyrke under tragedien. Vinyludgaven bevarede den oprindelige nummerliste.

## Omslag
Albumomslaget fra juli og august 2001 til Is This It er lavet af Colin Lane og fremstiller et fotografi af en kvindes nøgne nedre del og hofte, hvorpå der hviler en uanstændig hånd iført en læderhandske. Modellen viste sig senere at være Lanes daværende kæreste, som forklarede at fotografiet var spontant og blev taget, efter hun kom nøgen ud af badet. Lane erindrer, at stylisten havde glemt handsken i hans lejlighed og fortalte, "Vi lavede omkring 10 skud. Der var ingen god inspiration, jeg prøvede bare at lave et sexet billede." Resultatet var inkluderet i bogen The Greatest Album Covers of All Time, hvor Grant Scott, en af redaktørerne, havde skrevet, at designet var influeret af dristige værker fra Helmut Newton og Guy Bordin. Scott konkluderer, "det er enten et stilfuldt eller grafisk stærkt omslag eller en sexet parodi på Smell the Glove." Selvom de britiske detailkæder HMV og Woolworths protesterede mod fotografiets omstridte natur, førte de albummet uden ændringer.
Gruppen udelod bevidst det grammatisk korrekte spørgsmålstegn fra albumtitlen fordi, det æstetisk, "bare så forkert ud". Det indsatte hæfte indeholder adskilte fotografier af The Strokes, Raphael, Gentles og Bowersock fotograferet af Lane. Til det amerikanske marked og udgivelsen i oktober 2001 blev albumomslaget af Is This It ændret til et mikroskopisk nærbillede af partikelkollisioner. RCA's produktchef Dave Gottlieb kommenterede, "det var udelukkende bandets beslutning", mens Gentles gav udtryk for, at Casablancas havde ønsket, at det skulle optræde globalt. Ifølge bandmanageren havde forsangeren ringet til ham før udgivelsen i Japan og Europa og sagt, "Jeg har fundet noget, der er endnu sejere end øh ... billedet." På det tidspunkt var Lanes fotografi allerede i trykken og blev inkluderet i udgivelserne i juli og august 2001. The Strokes' biografi fra år 2003 omtaler frygten for protester fra den amerikanske konservative retailindustri og højrefløjskorridor som årsag til ændringen i illustrationsmaterialet.

## Komposition

### Sangtekster
Casablancas' lyrik handler om livet i New York City, og hvilke forhold, der dannes i en sådan storby. Eksempelvis handler nummeret "The Modern Age" om besynderlighederne ved det moderne liv, mens "Barely Legal" fortæller om en pige, der netop har nået den seksuelle lavalder. I en diskussion om den vovede natur, har Moretti sagt "det skal forstås på den måde, man fortolker det. Lyrikken betyder forskellige ting for forskellige folk." "Alone, Together" fortsætter det seksuelle tema ved at lade bemærkninger falde om cunnilingus, mens hylet i starten af "New York City Cops", blev lavet som et pastiche af rockbandet Aerosmith. Under studieoptagelserne introducerede Casablancas nogle numre med sjove vers, og nogle kvikke bemærkninger blev brugt, da albummet var mixet færdig.

### Musik
Alle sange på Is This It blev mixet med 11 lydspor eller mindre. Ifølge Valensi indeholder albummet "ingen fiduser, ingen tricks" for at få lytteren til at bryde sig om kompositionerne. Det åbner med titelnummeret, som præsenterer en simpel metronomisk trommefigur, hvilket er et fortsættende træk gennem resten af nummeret. Med et af de langsomste tempi er "Is This It" The Strokes' forsøg på en ballade. "The Modern Age" kommer efter og indeholder et fremtrædende guitarriff akkompagneret af en komplementær trommefigur. Dets staccato vers bliver efterfulgt af et hurtigt iørefaldende omkvæd og en teknisk kompliceret guitarsolo. I en diskussion om albummets enkelhed og tilgang har Valensi kommenteret, "Vi smider ikke en guitarsolo ind bare for at have en." "Soma" inkorporerer rykvise rytmer og starter og slutter med den samme guitar og trommeklang, mens "Barely Legal" indeholder nogle af albummets blødere guitarmelodier inspireret af britpop, såvel som trommefigurer der fremkalder lyden af primitive trommemaskiner fra 1980'erne.
Det femte nummer på albummet, "Someday", er gennemtrængt af elementer fra rockabilly og sammenflettede guitarfigurer, hvor det sidstnævnte er et tilbagevendende træk på Is This It. "Alone, Together" er fremdrevet af en staccato rytme, og når sit klimaks i starten med en guitarsolo efterfulgt af en gentagelse af det centrale guitarhook. "Last Nite" er også en guitardrevet sang, men lader sig inspirere mere af popmusikken. I nummerets kerne er der reggae-inspirerede figurer på rytmeguitaren spillet af Hammond, og studie-støjeffekter. Rytmegruppen spiller simple sammenflettede noder og slag. Ligesom "Soma" indeholder "Hard to Explain" behandlede trommespor ved brug af kompressor og equalize studieteknikker for at få dem til at lyde som en trommemaskine. Sangen inkorporerer improviserede indskud fra Casablancas, hvilket også høres på "New York City Cops". "Trying Your Luck", albummets blødeste nummer, kommer efter og præsenterer mere melankolske vokaler. Det sidste nummer på Is This It, "Take It or Leave It" er det eneste nummer, hvorpå Hammond bruger broens pickup på sin Fender Stratocaster guitar.

## Modtagelse

### Kommerciel
Is This It var en kommerciel succes og blev nummer to på UK Albums Chart med 48.393 solgte kopier efter den første uge. Albummet blev nummer 71 på UK Albums Chart for år 2001 og blev tildelt guld af British Phonographic Industry efter at have været på hitlisten fra udgivelsen i august til slutningen af året. I USA blev Is This It nummer 74 på Billboard 200 efter at have solgt 16.000 eksemplarer den første uge. 20.000 kopier blev sendt rundt i hele Amerika hver uge fra oktober 2001 til januar 2002, da The Strokes havde lavet en optræden på det landsdækkende TV-show Saturday Night Live, hvilket havde fået salget til midlertidigt at stige. En stigning på 60% fik albummet til at kulminere som nummer 33 på Billboard 200 fra det tidligere toppunkt som nummer 63.
Is This It blev tildelt guld af Recording Industry Association of America i februar 2002 for at have solgt mere end 500.000 kopier i USA og af Canadian Recording Industry Association i april for 50.000 eksemplarer i Canada. I 2002 blev albummet tildelt platin i Storbritannien og i Australien for et salg på henholdsvis 500.000 og 70.000 eksemplarer. Det gennemsnitlige ugentlige salg i USA lå på 7.000 i oktober 2002, da genudsendelsen af albummet med en ekstra DVD forårsagede en stigning. I oktober 2003 havde albummet været 58 uger på Billboard 200 siden dets udgivelse to år tidligere, solgt mere end 900.000 kopier i America; to millioner kopier over hele verden. Is This It blev tildelt platin i Canada i år 2004 efter at have solgt 100.000 eksemplarer der. Ved starten af år 2006 havde albummet solgt mere end 600.000 kopier i Storbritannien og over en million eksemplarer i USA.

### Anmeldelser
Mediernes reaktion på Is This It var meget imødekommende; den sammenlagte hjemmeside Metacritic har udmeldt en normaliseret vurdering på 90% baseret på 25 kritiske anmeldelser. Joe Levy fra Rolling Stone udtalte, at albummet var "det materiale legender bliver bygget på" og opsummerede det som værende "mere glædelig og intens end noget andet jeg har hørt i år". Robert Christgau fra The Village Voice beskrev The Strokes som "et fremragende groove band", og tilføjede at "rytmerne imploderer, kolliderer/opløses med en punket kortfattethed og kroget falsk enkelhed". I en anmeldelse på 10 stjerner, indikerer anmelderen fra NME John Robinson at Is This It var en af de bedste debut LP'er af et guitarband gennem de sidste 20 år. Som en kontrast kommenterede Jon Monks fra Stylus, at dets overfladiskhed forhindrer albummet i nogensinde at blive kaldt en "klassiker". I sin imødekommende anmeldelse indrømmer David Browne fra Entertainment Weekly, at han ikke vidste om The Strokes ville have en lang levetid, men tilføjede at albummet på daværende tidspunkt "bare føles rigtigt, og nogle gange er det nok".
Mark Lepage fra Blender hævdede at Is This It er magen til værker fra 1970'ernes bands The Velvet Underground, Television og The Feelies. Pitchfork Medias Ryan Schreiber antydede, at mens The Velvet Underground er en tydelig inspiration for The Strokes, er bandets eneste lighed med den anden gruppe deres selvsikkerhed på scenen. Allmusics Heather Phares konkluderer, "Helt sikkert, deres high-fashion appel og fejlfrie inspirationer ... har 'anmeldernes øjesten' skrevet alle vegne på dem. Men som de lige så berømte Elastica og Supergrass før dem, opkoger The Strokes ikke de lyde, der inspirerer dem—de reproducerer dem på deres egen måde."
Is This It blev kåret til det bedste album fra år 2001 af Billboard, CMJ, Entertainment Weekly, NME, Playlouder og Time. Magnet og The New Yorker medtog det desuden på hver deres unummererede lister over de bedste udgivne album det år. Det nåede høje placeringer på andre slut-på-året lister over bedste album: som nummer to på The Herald, som nummer tre på Mojo, som nummer fem på The New York Times, som nummer otte på Rolling Stone og på USA Today, og som nummer ni på The Boston Phoenix. Albummet blev nummer to efter Bob Dylans Love and Theft i The Village Voices Pazz & Jop afstemning for anmeldere i år 2001, hvilket i alt udgjorde 621 stemmer fra fremtrædende anmeldere. I år 2002 blev Is This It kåret som Bedste Album ved NME Awards og som Bedste Internationale Album ved Meteor Music Awards. Også ved Brit Awards blev det nomineret i den sidstnævnte kategori, hvor The Strokes vandt Bedste Internationale Nyankomne og modtog en nominering i kategorien Bedste Internationale Gruppe. Det samme år vandt kvintetten Årets Band og Bedste Nye Show ved NME Awards og blev nomineret i den sidstnævnte kategori ved MTV Europe Music Awards.

## Efter albummet

### Indflydelse
Gary Mulholland fra The Observer betragter udgivelsen af Is This It som et "verdensændrende øjeblik" og tilføjer, at dets indvirkning var "øjeblikkelig og dramatisk" på både musik og påklædning. Zane Lowe fra BBC Radio 1 mener, at albummet ændrede den generelle holdning fra DJs og popmusik til "radmagre jeans og guitarer", "skabelonen for den moderne tids rock 'n' roll". Tam Gunn fra FACT er enig og forklarer, at det "var skyld i en fuldstændig forandring" i mainstream musik i USA og Storbritannien, mens Anthony Miccio fra Stylus påpeger, at The Strokes' succes skabte en kommerciel sammenhæng, hvor "andre new-wavers" kunne blomstre. Rolling Stone skriver at Is This It inspirerede "et rodet oprør" i Storbritannien ledet af The Libertines og Arctic Monkeys og fortsatte sin indflydelse ind i USA med succes for bands som Kings of Leon. The Observer havde nogenlunde samme holdning og konkluderer, at "et fint kuld af arvinger" som The Libertines og Franz Ferdinand ikke ville have eksisteret og haft succes, hvis The Strokes ikke havde genoplivet "rockens besættelse med at more sig". Jared Followill fra Kings of Leon noterer sig, at albummet var en af de væsentligste årsager til, at han ville være med i et band; han fortæller, "Titelnummeret var en af de første basgange jeg lærte ... Jeg var kun 15 på det tidspunkt."
Jed Gottlieb fra Boston Herald argumenterer for, at selvom Is This It bidrog med en væsentlig musisk indflydelse, var dets største succes at reformere musikindustrien og få A&R repræsentanter til at udspejde og promovere alternative bands. Gunn forbinder succesen bag den alternative musik på de britiske hitlister gennem 2000'erne med albummet, men noterer sig at "afskriverne" aldrig ville kunne måle sig med den opmærksomhed til detaljer og de inderlige følelser The Strokes havde vist. Mulholland tilføjer, at selv popstjernerne fra det årti, som genopdagede disco, electro og synthpop står i gæld til albummet, fordi dets kommercielle succes "øjeblikkeligt gjorde alle de glemte art-pop eksperimenter fra de sene 70'ere og de tidlige 80'ere smarte og parate til at blive genopfundet". Hamish MacBain fra NME skriver, at "den vestlige verden er kommet videre, og swinger med på melodierne fra Is This It", mens Joe Colly fra Pitchfork Media mener, at "man fanger kun denne slags lyn i en flaske én gang". Gunn konkluderer, at selvom albummets status som det mest indflydelsesrige guitaralbum i 2000'erne kan være et "dobbelt-ægget sværd" grundet dårlige afskrivere, skulle der ikke være nogen tvivl i statussen som årtiets bedste popalbum.

### Anerkendelse
I år 2003 blev Is This It nummer syv på NME’s redaktionspersonales liste 100 Best Albums, mens Rolling Stone inkluderede det som nummer 367 på det specielle nummer med "500 Greatest Albums of All Time". I år 2005 placerede Spin det som nummer 100 på deres liste 100 Greatest Albums 1985-2005, mens Stylus placerede det som nummer fire på deres liste Top 50 Albums of 2000-2005. I år 2006 blev Is This It nummer 48 i The Observer på deres liste Top 50 Albums That Changed Music, mens Mojo præsenterede det som nummer 33 på deres liste 100 Modern Classics 1993-2006. I år 2007 inkluderede Q albummet som nummer 21 på deres redaktionspersonales liste 21 Albums That Changed Music. I år 2008 placerede Entertainment Weekly det som nummer 34 på deres liste 100 Best Albums 1983-2008.
I 2009 blev Is This It opstillet som det bedste album i 2000'erne af NME efterfulgt af The Libertines' Up the Bracket, og som det næstbedste af Rolling Stone efter albummet Kid A af Radiohead på deres respektive lister lavet af redaktionspersonalet og medlemmer af musikindustrien. FACT placerede det som nummer to efter albummet Untrue af Burial på deres redaktionsliste 100 Best: Albums of the Decade, mens Billboard præsenterede det som nummer tre på deres 20 Best Albums of the 2000s som er opsat af anmeldere. The Observer inkluderede samme år Is This It som nummer fire på deres liste Albums of the Decade, mens Uncut placerede det som nummer 5 på deres liste The 150 Greatest Albums Of The 21st Century. The Times placerede det som nummer seks på deres liste The 100 Best Pop Albums of the Noughties, mens Pitchfork Media præsenterede det som nummer syv på deres redaktionsliste The Top 200 Albums of the 2000s. I år 2010 opstillede Stylus Is This It som nummer seks på deres liste over de bedste album fra det forudgående årti. Albummet er inkluderet både i The Guardians "1000 Albums To Hear Before You Die" og bogen 1001 Albums You Must Hear Before You Die.

## Numre
Alt tekst skrevet af Julian Casablancas, alt musik komponeret af The Strokes.
| #   | Titel                 | Længde |
| --- | --------------------- | ------ |
| 1.  | "Is This It"          | 2:35   |
| 2.  | "The Modern Age"      | 3:32   |
| 3.  | "Soma"                | 2:38   |
| 4.  | "Barely Legal"        | 4:38   |
| 5.  | "Someday"             | 3:07   |
| 6.  | "Alone, Together"     | 3:12   |
| 7.  | "Last Nite"           | 3:18   |
| 8.  | "Hard to Explain"     | 3:48   |
| 9.  | "New York City Cops"  | 3:36   |
| 10. | "Trying Your Luck"    | 3:28   |
| 11. | "Take It or Leave It" | 3:16   |

- Den amerikanske CD-udgave havde "When It Started" (2:57) som 9. nummer i stedet for "New York City Cops".
- Den ekstra DVD fra genudsendelsen indeholder musikvideoerne til albummets tre singler og to tidligere ikke udgivne liveoptrædener fra The Strokes på MTV2.

## Ophavsmændene
De involverede i tilblivelsen af Is This It er:
| The Strokes - Julian Casablancas – vokal - Nikolai Fraiture – el-bas - Albert Hammond, Jr. – guitar - Fabrizio Moretti – trommer - Nick Valensi – guitar | Produktion - JP Bowersock – konsulent - Greg Calbi – mastering - Gordon Raphael – producer, mixing Design - Colin Lane – fotografering, albumomslag (udenfor USA og Canada) - CERN – albumomslag (USA og Canada) |

## Hitlister
| Hitliste (2001–2002)              | Kulmination |
| --------------------------------- | ----------- |
| Billboard 200 (USA)               | 33          |
| UK Albums Chart                   | 2           |
| Australiens albumhitliste         | 5           |
| Belgiens albumhitliste (Flanders) | 47          |
| Frankrigs albumhitliste           | 19          |
| Tysklands albumhitliste           | 28          |
| Hollands albumhitliste            | 54          |
| New Zealands albumhitliste        | 23          |
| Norges albumhitliste              | 2           |
| Sveriges albumhitliste            | 3           |

| Single            | Kulmination | Kulmination | Kulmination |
| Single            | U.S. Alt.   | UK          | AUS         |
| ----------------- | ----------- | ----------- | ----------- |
| "Hard to Explain" | 27          | 16          | —           |
| "Last Nite"       | 5           | 14          | 47          |
| "Someday"         | 17          | 27          | —           |

## Fodnoter
1. 1 2 3 4  Eliscu, Jenny (11. april 2002). "The Strokes of Genius". Rolling Stone. Arkiveret fra originalen 1. april 2010. Hentet 20. november 2009.
2. ↑  Roach, p. 25
3. ↑  Buckley, Peter, red. (2003). The Rough Guide to Rock. Rough Guides. s. 1025. ISBN 1-8435-3105-4.
4. ↑  Roach, p. 68
5. 1 2 3 4 5 6 7 8 9 10  Buskin, Richard (april 2002). "Different Strokes". Sound on Sound. Hentet 30. november 2009.
6. 1 2  Roach, p. 70
7. 1 2 3  Roach, p. 71
8. ↑  Roach, p. 61
9. 1 2  "The Strokes 'Explain' All". NME. 27. april 2001. Hentet 20. november 2009.
10. 1 2  "Different Strokes – Soon!". NME. 15. maj 2001. Hentet 20. november 2009.
11. ↑  "Strokes Liverpool Gig Postponed". NME. 22. juni 2001. Hentet 20. november 2009.
12. ↑  "Different Strokes!". NME. 24. juni 2001. Hentet 20. november 2009.
13. ↑  McLean, Craig (10. oktober 2003). "Second coming". The Daily Telegraph. Hentet 20. november 2009.
14. 1 2  "Strokes Pop Out Again". NME. 14. juni 2001. Hentet 20. november 2009.
15. ↑  "Strokes Come To T!". NME. 5. juli 2001. Hentet 20. november 2009.
16. ↑  "Hear 'It'!". NME. 31. juli 2001. Hentet 20. november 2009.
17. ↑  "This Is It!". NME. 12. juli 2001. Hentet 20. november 2009.
18. ↑  "Fab! The Strokes Reschedule!". NME. 5. juli 2001. Hentet 20. november 2009.
19. ↑  Schumacher-Rasmussen, Eric (21. september 2001). "Dave Matthews Band, Strokes, Sheryl Crow Rethink Their Music". MTV. Arkiveret fra originalen 2. februar 2002. Hentet 20. november 2009.
20. ↑  Roach, p. 96
21. 1 2  Miles, Barry; Scott, Grant; Morgan, Johnny, red. (2008). The Greatest Album Covers of All Time. Anova Books. s. 251. ISBN 1-8434-0481-8.{{cite book}}:  CS1-vedligeholdelse: Flere navne: editors list (link)
22. ↑  "The Strokes' 'Is This It' cover model revealed". NME. 28. januar 2008. Hentet 20. november 2009.
23. 1 2 3 4  Roach, p. 77
24. ↑  Willman, Chris (14. september 2001). "Hear & Now". Entertainment Weekly. Arkiveret fra originalen 22. maj 2007. Hentet 20. november 2009.
25. ↑  Roach, p. 32
26. 1 2 3 4  Roach, p. 33
27. 1 2 3 4  Roach, p. 76
28. 1 2  Ridenour, Shelly (oktober 2001). "Stroke It". CMJ New Music Monthly. s. 68.
29. 1 2  Jones, Alan (14. januar 2006). "The Strokes make an impression". Music Week (The Market). {{cite news}}: |format= kræver at |url= også er angivet (hjælp)
30. ↑  "The Official UK Albums Chart: 2001". ChartsPlus. Milton Keynes: Musiqware (Special Issue, January 2002): 5.
31. ↑  D'Angelo, Joe (5. november 2003). "Outkast Reclaim The Throne; Strokes Make Big Debut On Albums Chart". MTV. Arkiveret fra originalen 24. juni 2004. Hentet 20. november 2009.
32. ↑  D'Angelo, Joe; LeClaire, David (14. februar 2002). "The Strokes Won't Be Shaken Or Stirred By Critics' Praise". MTV. Arkiveret fra originalen 20. februar 2002. Hentet 20. november 2009.{{cite web}}:  CS1-vedligeholdelse: Flere navne: authors list (link)
33. ↑  Mayfield, Geoff (9. februar 2002). "Over The Counter". Billboard. s. 57.
34. ↑  "RIAA: Gold & Platinum". Recording Industry Association of America. Hentet 18. maj 2008. Note: User search required.
35. 1 2  "CRIA: Search Certification Database". Canadian Recording Industry Association. Arkiveret fra originalen 11. januar 2016. Hentet 15. september 2009. Note: User search required.
36. ↑  Masson, Gordon (22. juni 2002). "Revenue at London-based Sanctuary Group". Billboard. s. 54.
37. ↑  "ARIA Charts: Accreditations – 2002 Albums". Australian Recording Industry Association. Hentet 23. november 2009.
38. ↑  D'Angelo, Joe (9. oktober 2002). "Elvis, Stones Top Billboard Albums Chart: What Year Is This?". MTV. Arkiveret fra originalen 20. oktober 2002. Hentet 20. november 2009.
39. ↑  Cohen, Jonathan (25. oktober 2003). "Different Strokes as Band's Sound Evolves". The Boston Globe. Hentet 20. november 2009.
40. ↑  Reuters (7. februar 2006). "The Strokes not as you'd expect". TVNZ. Hentet 20. november 2009.
41. ↑  "Is This It by The Strokes". Metacritic. Arkiveret fra originalen 5. december 2009. Hentet 20. november 2009.
42. ↑  Levy, Joe (11. oktober 2001). "The Strokes: Is This It". Rolling Stone. Hentet 20. november 2009.
43. ↑  Christgau, Robert (13. november 2001). "The Strokes: Is This It". The Village Voice. Arkiveret fra originalen 20. april 2010. Hentet 20. november 2009.
44. ↑  Robinson, John (12. september 2005). "The Strokes: Is This It". NME. Hentet 20. november 2009.
45. ↑  Monks, Jon (1. september 2003). "The Strokes: Is This It". Stylus. Arkiveret fra originalen 4. februar 2010. Hentet 20. november 2009.
46. ↑  Browne, David (24. september 2001). "Is This It: The Strokes". Entertainment Weekly. Arkiveret fra originalen 7. december 2009. Hentet 20. november 2009.
47. ↑  Lepage, Mark (9. oktober 2001). "The Strokes: Is This It". Blender.
48. ↑  Schreiber, Ryan (14. oktober 2001). "The Strokes: Is This It". Pitchfork Media. Hentet 20. november 2009.
49. ↑  Phares, Heather. "Is This It: The Strokes". Allmusic. Hentet 20. november 2009.
50. 1 2 3 4 5  "Music Critics' Year-End Top Ten Lists". Metacritic. Hentet 20. november 2009.
51. ↑  The New Yorker arts & culture staff (7. januar 2002). "Twelve Favorites From Our 2001 CD rotation". The New Yorker. Hentet 30. november 2009.
52. ↑  Williamson, John (29. december 2001). "2001, for the record". The Herald. s. 15.
53. ↑  The New York Times music staff (23. december 2001). "Music's Raw Power, Both Old and Young". The New York Times. Hentet 20. november 2009.
54. ↑  Gundersen, Edna (27. december 2001). "Dylan shares a new 'Love'; J. reaches a new 'Lo'". USA Today. Hentet 20. november 2009.
55. ↑  Ashare, Matt (28. december 2001). "Traveling music: Pop that made the grade in 2001". The Boston Phoenix. Hentet 15. december 2009.
56. 1 2  "The Strokes rock NME Awards". BBC. 25. februar 2002. Hentet 25. november 2009.
57. ↑  "Meteor Ireland Music Awards: Past Winners". Meteor. Arkiveret fra originalen 1. februar 2009. Hentet 25. november 2009.
58. ↑  "Brit Awards 2002: The winners". BBC. 20. februar 2002. Hentet 25. november 2009.
59. ↑  "MTV Europe Awards: The winners". BBC. 11. november 2002. Hentet 25. november 2009.
60. 1 2  "Artists beginning with S (part 2) (1000 Albums To Hear Before You Die)". The Guardian. 22. november 2007. Hentet 15. april 2009.
61. 1 2 3  Mulholland, Gary (26. november 2009). "Albums of the decade No 4". The Observer. Hentet 13. december 2009.
62. ↑  Lowe, Zane. "Strokes – Is This It". BBC Radio 1. Hentet 18. december 2009.
63. 1 2 3 4  FACT staff (30. november 2009). "100 best: Albums of the Decade". FACT. Hentet 13. december 2009.  (Webside ikke længere tilgængelig)
64. 1 2  Stylus staff (18. januar 2005). "Top 50 Albums of 2000–2005". Stylus. Arkiveret fra originalen 22. december 2007. Hentet 13. december 2009.
65. 1 2  Rolling Stone staff and music industry contributors (9. december 2009). "100 Best Albums of the Decade". Rolling Stone. Arkiveret fra originalen 13. december 2009. Hentet 10. december 2009. {{cite web}}: |author= har et generisk navn (hjælp)
66. 1 2  The Observer music staff (16. juli 2006). "The 50 albums that changed music". The Observer. Hentet 23. november 2009.
67. ↑  Greene, Andy (22. december 2009). "Kings of Leon's Jared Followill Picks His Favorite Music of the Decade". Rolling Stone. Arkiveret fra originalen 30. december 2009. Hentet 23. december 2009.
68. ↑  Gottlieb, Jed (23. marts 2007). "Knives: Sharp, but no Strokes of genius". Boston Herald. s. E6.
69. ↑  MacBain, Hamish (17. december 2009). "A Decade In Music – How The Strokes Defined The Noughties". NME. Hentet 18. december 2009.
70. ↑  NME staff (5. marts 2003). "Sweet smell of success for the Stone Roses as album is voted best ever". The Herald. s. 9.
71. ↑  Rolling Stone staff (18. november 2003). "The RS 500 Greatest Albums of All Time". Rolling Stone. Arkiveret fra originalen 25. maj 2012. Hentet 23. november 2009.
72. ↑  Spin staff (20. juni 2005). "100 Greatest Albums, 1985–2005". Spin. Hentet 23. november 2009.
73. ↑  Mojo staff (maj 2006). "100 Modern Classics, 1993–2006". Mojo. s. 63.
74. ↑  Q staff (november 2007). "21 Albums That Changed Music". Q (pull-out section). {{cite news}}: |format= kræver at |url= også er angivet (hjælp)
75. ↑  Entertainment Weekly music staff (27. juni 2008). "100 Best Albums, 1983–2008". Entertainment Weekly (pull-out section). {{cite news}}: |format= kræver at |url= også er angivet (hjælp)
76. ↑  NME staff and music industry contributors. "The Top 100 Greatest Albums Of The Decade: 10–01". NME. Hentet 17. november 2009. {{cite web}}: |author= har et generisk navn (hjælp)
77. ↑  Billboard staff. "Best Of The 2000s – Critics' Picks: 20 Best Albums". Billboard. Hentet 28. december 2009.
78. ↑  Uncut staff. "Uncut's Greatest Albums Of The Decade". NME. Hentet 17. november 2009.
79. ↑  The Times music staff (21. november 2009). "The 100 best pop albums of the Noughties". The Times. Hentet 13. december 2009. (Webside ikke længere tilgængelig)
80. ↑  Pitchfork staff (28. september 2009). "The Top 200 Albums of the 2000s: 20–1". Pitchfork Media. Arkiveret fra originalen 4. oktober 2009. Hentet 1. oktober 2009.
81. ↑  Stylus staff. "The Stylus Decade: Top Albums 20–01". Stylus. Arkiveret fra originalen 11. januar 2010. Hentet 13. januar 2010.
82. ↑  Dimery, Richard, red. (2008). 1001 Albums You Must Hear Before You Die. Cassell Illustrated. ISBN 1-8440-3624-3.
83. ↑  Is This It (CD booklet and case back cover) (Medienoter). Sydney: BMG. 2001. {{cite AV media notes}}: |format= kræver at |url= også er angivet (hjælp); Ukendt parameter |bandname= ignoreret (hjælp)
84. ↑  Is This It (CD booklet and case back cover) (Medienoter). RCA Records location=New York City. 2001. {{cite AV media notes}}: |format= kræver at |url= også er angivet (hjælp); Mangler lodret streg i: |publisher= (hjælp); Ukendt parameter |bandname= ignoreret (hjælp)
85. 1 2  "The Strokes: Album & Song Chart History". Billboard. Hentet 20. juni 2009.
86. 1 2  Warwick, Neil; Kutner, Jon; Brown, Tony (2004). The Complete Book of the British Charts: Singles & Albums. Omnibus Press. s. 1064. ISBN 1-8444-9058-0.{{cite book}}:  CS1-vedligeholdelse: Flere navne: authors list (link)
87. 1 2 3 4 5 6 7  "The Strokes – Is This It". Ultratop. Hentet 20. juni 2009.
88. ↑  "Chartverfolgung / Strokes, The / Longplay (Chart Tracking / Strokes, The / Album)". Musicline. Arkiveret fra originalen 28. april 2005. Hentet 27. december 2009. (tysk)
89. ↑  "The Strokes – Last Nite". Hung Medien. Hentet 3. april 2009.